# Дордонь (река)
Дордо́нь (фр. Dordogne, окс. Dordonha, лат. Duranius, Dordonia) — река на юге Франции. Река берёт исток в горах Центрального массива у вершины Санси возле курортного городка Мон-Дора, протекает около пятисот километров по регионам Франции, и к северу от Бордо впадает в Гаронну, образуя вместе эстуарий Жиронду. Это одна из немногих рек, у которой происходят приливы и отливы. Длина реки — 472 км. Среднегодовой расход воды — 274 м³/с. Высота истока — более 1700 м над уровнем моря. Долина Дордони чрезвычайно живописна и привлекательна для посетителей, поэтому в этом районе развита индустрия туризма.

## Этимология
Древние названия реки в летописных источниках: Dorononia (Григорий Турский, Historia Francorum, VI век), Dornonia (Эйнхард, Annales Francorum, IX век) Dordonia (Хаймо из Осера, Patrologia Latina, IX век). Гидроним происходит от кельтского dur (dwr, dour), означающего «вода, река». Название предположительно происходит от двух истоков этой реки — Dor и Dogne, берущие начало у горы Мон д’Ор. Впрочем, данную версию происхождения названия разделяют не все, противники этой гипотезы говорят, что у реки только один исток. В трудах Авсония (IV век) и река, и гора называются одинаково Durānius.

## Населённые пункты
Департаменты и города на реке:
- Пюи-де-Дом: Мон-Дор, Ля Бурбуль
- Канталь
- Коррез: Аржанта, Бор-Леэ-Оре
- Лот: Суйак
- Дордонь: Бержерак
- Жиронда: Сент-Фуа-ла-Гранд, Либурн

## Притоки
Притоки:
- Маронн
- Сер
- Везер
- Иль